# Доктор Кто: Дополнительно
«Доктор Кто: Дополнительно» (англ. Doctor Who Extra) — документальный сериал о производстве британского научно-фантастического телесериала «Доктор Кто».
Сериал построен по примеру своего предшественника «Доктор Кто: Конфиденциально», закрытого в 2011 году.
Первый сезон программы выходил на канале BBC iPlayer и сервисе BBC Red Button сразу после окончания премьеры новой серии «Доктора Кто» на BBC One. Все эпизоды также доступны на официальном канале BBC на YouTube.
Отрывки из второго сезона выпускались на YouTube после показа новой серии сериала на BBC One. Полные выпуски для каждой истории представлены на DVD к девятому сезону «Доктора Кто».
В сопровождении десятого сезона телесериала «Доктор Кто: Дополнительно» заменила передача «Доктор Кто: Фан-шоу». Релиз к эпизодам сезона на DVD содержит «Взгляд изнутри», включающий в себя закадровые видео со съёмок, интервью с актёрами и создателями, а также информацию о производстве.

## Сезон 1 (2014)
Рассказчиком данного сезона выступил Мэтт Боттен. Продюсерами и режиссёрами были Йен Смит и Люк Бейкер. В качестве режиссёра также выступал Йен Хэй.
| №  | #  | Дата выпуска     | Эпизод «Доктора Кто»            |
| -- | -- | ---------------- | ------------------------------- |
| 1  | 1  | 23 августа 2014  | «Глубокий вдох»                 |
| 2  | 2  | 30 августа 2014  | «Внутрь далека»                 |
| 3  | 3  | 6 сентября 2014  | «Робот из Шервуда»              |
| 4  | 4  | 13 сентября 2014 | «Слушай»                        |
| 5  | 5  | 20 сентября 2014 | «Ограбление во времени»         |
| 6  | 6  | 27 сентября 2014 | «Смотритель»                    |
| 7  | 7  | 4 октября 2014   | «Убить Луну»                    |
| 8  | 8  | 11 октября 2014  | «Мумия в „Восточном экспрессе“» |
| 9  | 9  | 18 октября 2014  | «Плоскость»                     |
| 10 | 10 | 25 октября 2014  | «В лесу ночном»                 |
| 11 | 11 | 1 ноября 2014    | «Тёмная вода»                   |
| 12 | 12 | 8 ноября 2014    | «Смерть на небесах»             |
| 13 | 13 | 25 декабря 2014  | «Последнее Рождество»           |

## Сезон 2 (2015)

### Онлайн
| №  | #  | Дата выпуска     | Название                                    | Эпизод «Доктора Кто»                 |
| -- | -- | ---------------- | ------------------------------------------- | ------------------------------------ |
| 14 | 1  | 11 сентября 2015 | «Пролог»                                    | «Пролог к серии „Ученик волшебника“» |
| 15 | 2  | 19 сентября 2015 | «Колония Сарфф»                             | «Ученик волшебника»                  |
| 16 | 3  | 19 сентября 2015 | «Мисси и Доктор»                            | «Ученик волшебника»                  |
| 17 | 4  | 20 сентября 2015 | «Гитара Доктора»                            | «Ученик волшебника»                  |
| 18 | 5  | 26 сентября 2015 | «Мисси и Клара»                             | «Фамильяр ведьмы»                    |
| 19 | 6  | 26 сентября 2015 | «Зависая на Тенерифе»                       | «Фамильяр ведьмы»                    |
| 20 | 7  | 26 сентября 2015 | «Николас Бриггс: голос далеков»             | «Фамильяр ведьмы»                    |
| 21 | 8  | 27 сентября 2015 | «Съёмки на Тенерифе»                        | «Фамильяр ведьмы»                    |
| 22 | 9  | 27 сентября 2015 | «Даврос в детстве»                          | «Фамильяр ведьмы»                    |
| 23 | 10 | 27 сентября 2015 | «Далек Клара»                               | «Фамильяр ведьмы»                    |
| 24 | 11 | 3 октября 2015   | «Вода, повсюду вода»                        | «На дне озера»                       |
| 25 | 12 | 3 октября 2015   | «Превращение в призрака»                    | «На дне озера»                       |
| 26 | 13 | 4 октября 2015   | «Огненный шар»                              | «На дне озера»                       |
| 27 | 14 | 4 октября 2015   | «Касс и Ланн»                               | «На дне озера»                       |
| 28 | 15 | 10 октября 2015  | «Пол Кэй»                                   | «Перед потопом»                      |
| 29 | 16 | 10 октября 2015  | «Slipknot на съёмках»                       | «Перед потопом»                      |
| 30 | 17 | 10 октября 2015  | «Король-Рыбак»                              | «Перед потопом»                      |
| 31 | 18 | 11 октября 2015  | «Создание призраков»                        | «Перед потопом»                      |
| 32 | 19 | 16 октября 2015  | «Питер о работе с Мэйси»                    | «Девочка, которая умерла»            |
| 33 | 20 | 17 октября 2015  | «#Maisiecam: Репетиция»                     | «Девочка, которая умерла»            |
| 34 | 21 | 17 октября 2015  | «#Maisiecam: Знакомство с Чаклзом»          | «Девочка, которая умерла»            |
| 35 | 22 | 17 октября 2015  | «#Maisiecam: Знакомство с майрами»          | «Девочка, которая умерла»            |
| 36 | 23 | 17 октября 2015  | «Бороды, драконы и скафандры»               | «Девочка, которая умерла»            |
| 37 | 24 | 17 октября 2015  | «Майры»                                     | «Девочка, которая умерла»            |
| 38 | 25 | 18 октября 2015  | «Бороды»                                    | «Девочка, которая умерла»            |
| 39 | 26 | 18 октября 2015  | «Источник мук Доктора»                      | «Девочка, которая умерла»            |
| 40 | 27 | 18 октября 2015  | «#Maisiecam: Родительские навыки»           | «Девочка, которая умерла»            |
| 41 | 28 | 18 октября 2015  | «#Maisiecam: Йо-йо»                         | «Девочка, которая умерла»            |
| 42 | 29 | 20 октября 2015  | «Вернётся ли Эсхильда?»                     | «Женщина, которая выжила»            |
| 43 | 30 | 22 октября 2015  | «#Rufuscam: Бегая кругами»                  | «Женщина, которая выжила»            |
| 44 | 31 | 24 октября 2015  | «Жизнь Я»                                   | «Женщина, которая выжила»            |
| 45 | 32 | 24 октября 2015  | «Я и Эсхильда»                              | «Женщина, которая выжила»            |
| 46 | 33 | 24 октября 2015  | «Кошелёк или жизнь или стенд-ап»            | «Женщина, которая выжила»            |
| 47 | 34 | 24 октября 2015  | «#Rufuscam: Съёмки»                         | «Женщина, которая выжила»            |
| 48 | 35 | 24 октября 2015  | «#Rufuscam: Викторина»                      | «Женщина, которая выжила»            |
| 49 | 36 | 24 октября 2015  | «#Rufuscam: Дубль два»                      | «Женщина, которая выжила»            |
| 50 | 37 | 24 октября 2015  | «#Rufuscam: Жители деревни»                 | «Женщина, которая выжила»            |
| 51 | 38 | 24 октября 2015  | «#Rufuscam: Рабочий опыт»                   | «Женщина, которая выжила»            |
| 52 | 39 | 25 октября 2015  | «Кэтрин Тригенна»                           | «Женщина, которая выжила»            |
| 53 | 40 | 25 октября 2015  | «Я против мира»                             | «Женщина, которая выжила»            |
| 54 | 41 | 25 октября 2015  | «#Rufuscam: Запрет на тату»                 | «Женщина, которая выжила»            |
| 55 | 42 | 25 октября 2015  | «#Rufuscam: ThunderTap»                     | «Женщина, которая выжила»            |
| 56 | 43 | 25 октября 2015  | «#Rufuscam: Праздничный сюрприз для Питера» | «Женщина, которая выжила»            |
| 57 | 44 | 31 октября 2015  | «Косплеер Осгуд»                            | «Вторжение зайгонов»                 |
| 58 | 45 | 31 октября 2015  | «Возвращение Осгуд»                         | «Вторжение зайгонов»                 |
| 59 | 46 | 31 октября 2015  | «Возвращение зайгонов»                      | «Вторжение зайгонов»                 |
| 60 | 47 | 7 ноября 2015    | «Как можно не захотеть в ТАРДИС?»           | «Преображение зайгонов»              |
| 61 | 48 | 7 ноября 2015    | «Вернётся ли Осгуд?»                        | «Преображение зайгонов»              |
| 62 | 49 | 7 ноября 2015    | «Бонни aka плохая Клара»                    | «Преображение зайгонов»              |
| 63 | 50 | 7 ноября 2015    | «Человек или зайгон?»                       | «Преображение зайгонов»              |
| 64 | 51 | 8 ноября 2015    | «Стала бы Осгуд хорошим спутником?»         | «Преображение зайгонов»              |
| 65 | 52 | 8 ноября 2015    | «Осгуд и Доктор»                            | «Преображение зайгонов»              |
| 66 | 53 | 14 ноября 2015   | «Песочные люди»                             | «Не спите больше»                    |
| 67 | 54 | 14 ноября 2015   | «Холодильник»                               | «Не спите больше»                    |
| 68 | 55 | 15 ноября 2015   | «Сквозь огонь и пламя»                      | «Не спите больше»                    |
| 69 | 56 | 15 ноября 2015   | «Голос компьютера»                          | «Не спите больше»                    |
| 70 | 57 | 18 ноября 2015   | «Разработка Морфея»                         | «Не спите больше»                    |
| 71 | 58 | 21 ноября 2015   | «Смерть и последствия»                      | «Узри ворона»                        |
| 72 | 59 | 21 ноября 2015   | «Почему Клара узрела ворона?»               | «Узри ворона»                        |
| 73 | 60 | 21 ноября 2015   | «Дженна о работе с Питером»                 | «Узри ворона»                        |
| 74 | 61 | 22 ноября 2015   | «Возвращение Ригси»                         | «Узри ворона»                        |
| 75 | 62 | 22 ноября 2015   | «Блупер с вороном»                          | «Узри ворона»                        |
| 76 | 63 | 28 ноября 2015   | «Театр одного актёра»                       | «Ниспосланный с небес»               |
| 77 | 64 | 28 ноября 2015   | «За Вуалью»                                 | «Ниспосланный с небес»               |
| 78 | 65 | 28 ноября 2015   | «Набросок замка»                            | «Ниспосланный с небес»               |
| 79 | 66 | 28 ноября 2015   | «Набросок могилы»                           | «Ниспосланный с небес»               |
| 80 | 67 | 28 ноября 2015   | «Питер на читке сценария»                   | «Ниспосланный с небес»               |
| 81 | 68 | 29 ноября 2015   | «Визуализация»                              | «Ниспосланный с небес»               |
| 82 | 69 | 29 ноября 2015   | «Возвращение Рэйчел Талалэй»                | «Ниспосланный с небес»               |
| 83 | 70 | 5 декабря 2015   | «Бессмертная Эсхильда»                      | «С дьявольским упорством»            |
| 84 | 71 | 5 декабря 2015   | «Дженна Коулман о своей работе в сериале»   | «С дьявольским упорством»            |
| 85 | 72 | 5 декабря 2015   | «Дженна о самом смешном случае на площадке» | «С дьявольским упорством»            |
| 86 | 73 | 5 декабря 2015   | «#Maisiecam: Эсхильда из будущего»          | «С дьявольским упорством»            |
| 87 | 74 | 5 декабря 2015   | «Новая звуковая отвёртка»                   | «С дьявольским упорством»            |
| 88 | 75 | 6 декабря 2015   | «Самая трудная сцена для Дженны»            | «С дьявольским упорством»            |
| 89 | 76 | 6 декабря 2015   | «#Maisiecam: Дрон»                          | «С дьявольским упорством»            |
| 90 | 77 | 6 декабря 2015   | «#Maisiecam: Правда за дверями ТАРДИС»      | «С дьявольским упорством»            |
| 91 | 78 | 7 декабря 2015   | «Как построить ТАРДИС за 50 секунд»         | «С дьявольским упорством»            |
| 92 | 79 | 9 декабря 2015   | «Девятый сезон за 81 секунду»               | «С дьявольским упорством»            |

### DVD-релиз
Комментарии к выпускам сезона, вышедшим на DVD, читает Руфус Хаунд. В качестве продюсеров и режиссёров участие приняли Люк Бейкер и Йен Хэй. Рассказчиком «Мужей Ривер Сонг» выступил Мэтт Лукас. Текст за кадром «Возвращения Доктора Мистерио» читает Чарити Уэйкфилд, тогда как режиссёром и продюсером стал Джефф Эванс.
| № | Дата выпуска    | Название                                            |
| - | --------------- | --------------------------------------------------- |
| 1 | 2 ноября 2015   | «Ученик волшебника»/«Фамильяр ведьмы»               |
| 2 | 2 ноября 2015   | «На дне озера»/«Перед потопом»                      |
| 3 | 2 ноября 2015   | «Девочка, которая умерла»/«Женщина, которая выжила» |
| 4 | 4 января 2016   | «Вторжение зайгонов»/«Преображение зайгонов»        |
| 5 | 4 января 2016   | «Не спите больше»                                   |
| 6 | 4 января 2016   | «Узри ворона»                                       |
| 7 | 4 января 2016   | «Ниспосланный с небес»/«С дьявольским упорством»    |
| 8 | 25 января 2016  | «Мужья Ривер Сонг»                                  |
| — | 23 января 2017  | «Возвращение Доктора Мистерио»                      |
| — | 27 декабря 2017 | «Дважды во времени»                                 |